# Dolmens des Cayroules
Les Dolmens des Cayroules sont deux dolmens situés à Sévérac-l'Église, dans le département français de l'Aveyron en France.
Le dolmen n°1 est inscrit au titre des monuments historiques en 1995.